# Staremiasto
Staremiasto (dawniej Stare Podhajce, ukr. Старе́ Мі́сто, Stare Misto) – wieś w rejonie tarnopolskim obwodu tarnopolskiego, założona w 1547 r. W II Rzeczypospolitej miejscowość była siedzibą gminy wiejskiej Staremiasto w powiecie podhajeckim województwa tarnopolskiego. Wieś liczy 1094 mieszkańców.
Do 2020 w rejonie podhajeckim.

## Urodzeni
- Taras Hunczak (ur. 1932), amerykański historyk pochodzenia ukraińskiego.
- Michał Weichert (ur. 1890), polski i żydowski teatrolog, reżyser teatralny i prawnik